# Sport-Club Charlottenburg 2023-2024
Questa voce raccoglie le informazioni riguardanti lo Sport-Club Charlottenburg nelle competizioni ufficiali della stagione 2023-2024.

## Stagione
Lo Sport-Club Charlottenburg partecipa alla stagione 2023-24 con la denominazione sponsorizzata Berlin Recycling Volleys.
Si classifica al primo posto nella regular season di 1. Bundesliga, andando poi a conquistare il suo quattordicesimo scudetto ai danni del Friedrichshafen. I due club danno vita anche alla finale di Coppa di Lega, sempre vinta dai capitolini, mentre in coppa nazionale i berlinesi vincono il trofeo superando l'Herrsching.
È di scena anche in Champions League, dove si spinge fino ai quarti di finale, dove viene eliminato dagli italiani della Trentino.

## Organigramma societario
Area direttiva
- Presidente: Kaweh Niroomand

Area tecnica
- Allenatore: Joel Banks
- Allenatore in seconda: Markus Steuerwald
- Scoutman: Alexandre Nunes

Area sanitaria
- Medico: Oliver Miltner
- Fisioterapista: Ina Marie Dobelmann, Sophia Fronicke

## Rosa
| N° | Nome              | Ruolo | Data di nascita   | Nazionalità sportiva |
| -- | ----------------- | ----- | ----------------- | -------------------- |
| 1  | Adam Kowalski     | L     | 16 settembre 1994 | Polonia              |
| 2  | Satoshi Tsuiki    | L     | 16 gennaio 1992   | Giappone             |
| 3  | Robert Täht       | S     | 15 agosto 1993    | Estonia              |
| 4  | Timo Tammemaa     | C     | 18 novembre 1991  | Estonia              |
| 5  | Nehemiah Mote     | C     | 21 giugno 1993    | Australia            |
| 6  | Johannes Tille    | P     | 7 maggio 1997     | Germania             |
| 9  | Timothée Carle    | S     | 30 novembre 1995  | Francia              |
| 10 | Daniel Malescha   | O     | 28 aprile 1994    | Germania             |
| 11 | Cody Kessel       | S     | 3 dicembre 1991   | Stati Uniti          |
| 12 | Sašo Štalekar     | C     | 3 maggio 1996     | Slovenia             |
| 13 | Ruben Schott      | S     | 8 luglio 1994     | Germania             |
| 14 | Leon Dervisaj     | P     | 7 settembre 1996  | Germania             |
| 17 | Marek Šotola      | O     | 5 novembre 1999   | Rep. Ceca            |
| 18 | Markus Steuerwald | L     | 7 marzo 1989      | Germania             |
| 21 | Tobias Krick      | C     | 22 ottobre 1998   | Germania             |

## Mercato
| Acquisti | Acquisti        | Acquisti        | Acquisti   |
| R.       | Nome            | da              | Modalità   |
| -------- | --------------- | --------------- | ---------- |
| P        | Leon Dervisaj   | Gwardia Wrocław | definitivo |
| C        | Tobias Krick    | Modena          | definitivo |
| O        | Daniel Malescha | Arcada Galați   | definitivo |
| S        | Robert Täht     | -               | definitivo |
| C        | Timo Tammemaa   | Czarni Radom    | definitivo |

| Cessioni | Cessioni         | Cessioni         | Cessioni   |
| R.       | Nome             | a                | Modalità   |
| -------- | ---------------- | ---------------- | ---------- |
| C        | Anton Brehme     | Modena           | definitivo |
| O        | Matheus Krauchuk | Emma Villas      | definitivo |
| S        | Antti Ronkainen  | Plessis-Robinson | definitivo |
| P        | Ángel Trinidad   | Prisma Taranto   | definitivo |

## Risultati

### 1. Bundesliga

#### Girone di andata
| 1ª giornata - 27 ottobre 2023 Max-Schmeling-Halle, Berlino           | Charlottenburg  | 3 - 1 | Giesen            | 21-25, 25-20, 25-17, 29-27        |
| 2ª giornata - 31 ottobre 2023 Paul-Dinter-Halle, Königs Wusterhausen | Netzhoppers     | 0 - 3 | Charlottenburg    | 10-25, 20-25, 15-25               |
| 3ª giornata - 13 gennaio 2024 Max-Schmeling-Halle, Berlino           | Charlottenburg  | 3 - 0 | Herrsching        | 25-17, 25-18, 38-36               |
| 4ª giornata - 10 novembre 2023 Spacetech Arena, Friedrichshafen      | Friedrichshafen | 0 - 3 | Charlottenburg    | 21-25, 19-25, 20-25               |
| 5ª giornata - 15 novembre 2023 Max-Schmeling-Halle, Berlino          | Charlottenburg  | 3 - 0 | Bitterfeld-Wolfen | 25-12, 25-22, 25-13               |
| 6ª giornata - 26 novembre 2023 Geothermie Arena, Unterhaching        | Unterhaching    | 0 - 3 | Charlottenburg    | 25-27, 18-25, 18-25               |
| 7ª giornata - 2 dicembre 2023 Max-Schmeling-Halle, Berlino           | Charlottenburg  | 3 - 0 | Dachau            | 25-19, 25-16, 25-22               |
| 8ª giornata - 9 dicembre 2023 Act-Now-Halle, Friburgo in Brisgovia   | Freiburger      | 1 - 3 | Charlottenburg    | 15-25, 18-25, 25-22, 19-25        |
| 9ª giornata - 17 dicembre 2023 Max-Schmeling-Halle, Berlino          | Charlottenburg  | 3 - 0 | Karlsruhe         | 25-18, 25-16, 25-13               |
| 10ª giornata - 23 dicembre 2023 LKH Arena, Luneburgo                 | Lüneburg        | 2 - 3 | Charlottenburg    | 25-22, 25-21, 17-25, 21-25, 15-17 |
| 11ª giornata - 30 dicembre 2023 Max-Schmeling-Halle, Berlino         | Charlottenburg  | 3 - 1 | Dürener           | 25-15, 25-19, 16-25, 25-22        |

#### Girone di ritorno
| 12ª giornata - 24 gennaio 2024 Volksbank-Arena, Giesen                   | Giesen            | 3 - 0 | Charlottenburg  | 29-27, 25-23, 25-23               |
| 13ª giornata - 5 gennaio 2024 Max-Schmeling-Halle, Berlino               | Charlottenburg    | 3 - 1 | Netzhoppers     | 25-14, 25-16, 20-25, 25-15        |
| 14ª giornata - 6 novembre 2023 Audi Dome, Herrsching am Ammersee         | Herrsching        | 2 - 3 | Charlottenburg  | 19-25, 25-22, 16-25, 25-17, 12-15 |
| 15ª giornata - 21 gennaio 2024 Max-Schmeling-Halle, Berlino              | Charlottenburg    | 3 - 0 | Friedrichshafen | 25-21, 25-12, 25-18               |
| 16ª giornata - 26 gennaio 2024 Bernsteinhalle Friedersdorf, Muldestausee | Bitterfeld-Wolfen | 0 - 3 | Charlottenburg  | 22-25, 17-25, 19-25               |
| 17ª giornata - 3 febbraio 2024 Max-Schmeling-Halle, Berlino              | Charlottenburg    | 3 - 0 | Unterhaching    | 25-15, 25-8, 25-11                |
| 18ª giornata - 10 febbraio 2024 BallhausForum, Dachau                    | Dachau            | 3 - 2 | Charlottenburg  | 21-25, 25-21, 14-25, 25-22, 15-13 |
| 19ª giornata - 14 febbraio 2024 Max-Schmeling-Halle, Berlino             | Charlottenburg    | 3 - 0 | Freiburger      | 25-14, 25-18, 25-19               |
| 20ª giornata - 17 febbraio 2024 Lina-Radke-Halle, Karlsruhe              | Karlsruhe         | 0 - 3 | Charlottenburg  | 15-25, 14-25, 21-25               |
| 21ª giornata - 24 febbraio 2024 Max-Schmeling-Halle, Berlino             | Charlottenburg    | 3 - 2 | Lüneburg        | 25-16, 25-20, 20-25, 21-25, 15-9  |
| 22ª giornata - 9 marzo 2024 Arena Kreis, Düren                           | Dürener           | 0 - 3 | Charlottenburg  | 20-25, 23-25, 23-25               |

#### Play-off scudetto
| Quarti di finale (gara 1) - 17 marzo 2024 Max-Schmeling-Halle, Berlino | Charlottenburg  | 3 - 0 | Karlsruhe       | 25-13, 25-17, 25-20               |
| Quarti di finale (gara 2) - 20 marzo 2024 Lina-Radke-Halle, Karlsruhe  | Karlsruhe       | 0 - 3 | Charlottenburg  | 21-25, 22-25, 22-25               |
| Semifinali (gara 1) - 27 marzo 2024 Max-Schmeling-Halle, Berlino       | Charlottenburg  | 3 - 1 | Lüneburg        | 27-25, 25-27, 25-21, 25-21        |
| Semifinali (gara 2) - 30 marzo 2024 LKH Arena, Luneburgo               | Lüneburg        | 1 - 3 | Charlottenburg  | 22-25, 17-25, 25-21, 29-31        |
| Semifinali (gara 3) - 3 aprile 2024 Max-Schmeling-Halle, Berlino       | Charlottenburg  | 3 - 1 | Lüneburg        | 25-22, 17-25, 25-21, 25-17        |
| Finale (gara 1) - 15 aprile 2024 Max-Schmeling-Halle, Berlino          | Charlottenburg  | 2 - 3 | Friedrichshafen | 22-25, 25-18, 25-21, 20-25, 11-15 |
| Finale (gara 2) - 17 aprile 2024 Spacetech Arena, Friedrichshafen      | Friedrichshafen | 3 - 1 | Charlottenburg  | 19-25, 30-28, 25-15, 25-16        |
| Finale (gara 3) - 20 aprile 2024 Max-Schmeling-Halle, Berlino          | Charlottenburg  | 3 - 1 | Friedrichshafen | 24-26, 25-19, 25-22, 25-15        |
| Finale (gara 4) - 23 aprile 2024 Spacetech Arena, Friedrichshafen      | Friedrichshafen | 2 - 3 | Charlottenburg  | 25-23, 15-25, 25-23, 19-25, 13-15 |
| Finale (gara 5) - 28 aprile 2024 Max-Schmeling-Halle, Berlino          | Charlottenburg  | 3 - 0 | Friedrichshafen | 25-16, 25-16, 25-17               |

### Coppa di Germania
| Ottavi di finale - 4 novembre 2023 Spacetech Arena, Friedrichshafen | Friedrichshafen | 2 - 3 | Charlottenburg | 20-25, 25-22, 28-26, 19-25, 13-15 |
| Quarti di finale - 19 novembre 2023 Goldberghalle, Ohrdruf          | Gotha           | 0 - 3 | Charlottenburg | 23-25, 19-25, 18-25               |
| Semifinali - 6 dicembre 2023 Max-Schmeling-Halle, Berlino           | Charlottenburg  | 3 - 2 | Lüneburg       | 25-20, 21-25, 25-19, 16-25, 15-11 |
| Finale - 3 marzo 2024 SAP Arena, Mannheim                           | Herrsching      | 0 - 3 | Charlottenburg | 13-25, 18-25, 23-25               |

### Coppa di Lega
| Quarti di finale - 20 ottobre 2023 Sport- und Mehrzweckhalle, Giesen | Charlottenburg  | 3 - 1 | Karlsruhe      | 25-15, 25-18, 26-28, 25-22 |
| Semifinali - 21 ottobre 2023 Volksbank-Arena, Hildesheim             | Giesen          | 0 - 3 | Charlottenburg | 20-25, 19-25, 22-25        |
| Finale - 22 ottobre 2023 Volksbank-Arena, Hildesheim                 | Friedrichshafen | 0 - 3 | Charlottenburg | 21-25, 22-25, 18-25        |

### Champions League

#### Fase a gironi
| 1ª giornata - 23 novembre 2023 Max-Schmeling-Halle, Berlino    | Charlottenburg | 3 - 0 | Benfica        | 27-25, 25-19, 25-21               |
| 2ª giornata - 29 novembre 2023 Başkent Voleybol Salonu, Ankara | Halkbank       | 3 - 2 | Charlottenburg | 19-25, 25-21, 19-25, 29-27, 15-10 |
| 3ª giornata - 13 dicembre 2023 PalaBanca, Piacenza             | You Energy     | 3 - 1 | Charlottenburg | 25-23, 25-22, 22-25, 25-19        |
| 4ª giornata - 20 dicembre 2023 Max-Schmeling-Halle, Berlino    | Charlottenburg | 3 - 0 | Halkbank       | 25-22, 25-23, 25-22               |
| 5ª giornata - 10 gennaio 2024 Pavilhão da Luz Nº 2, Lisbona    | Benfica        | 1 - 3 | Charlottenburg | 22-25, 22-25, 25-22, 24-26        |
| 6ª giornata - 17 gennaio 2024 Max-Schmeling-Halle, Berlino     | Charlottenburg | 0 - 3 | You Energy     | 15-25, 23-25, 19-25               |

#### Fase a eliminazione diretta
| Play-off (andata) - 31 gennaio 2024 Max-Schmeling-Halle, Berlino          | Charlottenburg | 3 - 1 | Tours          | 25-17, 20-25, 25-13, 25-22 |
| Play-off (ritorno) - 8 febbraio 2024 Salle Robert-Grenon, Tours           | Tours          | 0 - 3 | Charlottenburg | 22-25, 18-25, 22-25        |
| Quarti di finale (andata) - 21 febbraio 2024 Max-Schmeling-Halle, Berlino | Charlottenburg | 0 - 3 | Trentino       | 18-25, 17-25, 17-25        |
| Quarti di finale (ritorno) - 29 febbraio 2024 PalaTrento, Trento          | Trentino       | 3 - 0 | Charlottenburg | 25-19, 25-20, 25-22        |

## Statistiche

### Statistiche di squadra
| Competizione      | Punti | In casa | In casa | In casa | In trasferta | In trasferta | In trasferta | Totale | Totale | Totale |
| Competizione      | Punti | G       | V       | P       | G            | V            | P            | G      | V      | P      |
| ----------------- | ----- | ------- | ------- | ------- | ------------ | ------------ | ------------ | ------ | ------ | ------ |
| 1. Bundesliga     | 58    | 17      | 16      | 1       | 15           | 12           | 3            | 32     | 28     | 4      |
| Coppa di Germania | -     | 1       | 1       | 0       | 2            | 2            | 0            | 4      | 4      | 0      |
| Coppa di Lega     | -     | -       | -       | -       | -            | -            | -            | 3      | 3      | 0      |
| Champions League  | 10    | 5       | 3       | 2       | 5            | 2            | 3            | 10     | 5      | 5      |
| Totale            | -     | 23      | 20      | 3       | 22           | 16           | 6            | 49     | 40     | 9      |

G = partite giocate; V = partite vinte; P = partite perse

### Statistiche dei giocatori
| Giocatore     | 1. Bundesliga | 1. Bundesliga | 1. Bundesliga | 1. Bundesliga | 1. Bundesliga | Coppa di Germania | Coppa di Germania | Coppa di Germania | Coppa di Germania | Coppa di Germania | Coppa di Lega | Coppa di Lega | Coppa di Lega | Coppa di Lega | Coppa di Lega | Champions League | Champions League | Champions League | Champions League | Champions League | Totale | Totale | Totale | Totale | Totale |
| Giocatore     | P             | PT            | AV            | MV            | BV            | P                 | PT                | AV                | MV                | BV                | P             | PT            | AV            | MV            | BV            | P                | PT               | AV               | MV               | BV               | P      | PT     | AV     | MV     | BV     |
| ------------- | ------------- | ------------- | ------------- | ------------- | ------------- | ----------------- | ----------------- | ----------------- | ----------------- | ----------------- | ------------- | ------------- | ------------- | ------------- | ------------- | ---------------- | ---------------- | ---------------- | ---------------- | ---------------- | ------ | ------ | ------ | ------ | ------ |
| T. Carle      | 27            | 339           | 291           | 27            | 21            | 3                 | 32                | 26                | 3                 | 3                 | 2             | 19            | 17            | 1             | 1             | 9                | 98               | 81               | 14               | 3                | 41     | 488    | 415    | 45     | 28     |
| L. Dervisaj   | 25            | 12            | 2             | 7             | 3             | 2                 | 0                 | 0                 | 0                 | 0                 | 1             | 1             | 1             | 0             | 0             | 5                | 2                | 0                | 1                | 1                | 33     | 15     | 3      | 8      | 4      |
| C. Kessel     | 28            | 131           | 101           | 29            | 1             | 3                 | 2                 | 1                 | 1                 | 0                 | 0             | 0             | 0             | 0             | 0             | 10               | 13               | 12               | 1                | 0                | 41     | 146    | 114    | 31     | 1      |
| A. Kowalski   | 9             | 0             | 0             | 0             | 0             | 2                 | 0                 | 0                 | 0                 | 0                 | 1             | 0             | 0             | 0             | 0             | 4                | 0                | 0                | 0                | 0                | 16     | 0      | 0      | 0      | 0      |
| T. Krick      | 22            | 110           | 82            | 24            | 4             | 2                 | 6                 | 5                 | 1                 | 0                 | 2             | 20            | 14            | 5             | 1             | 7                | 16               | 12               | 2                | 2                | 33     | 152    | 113    | 32     | 7      |
| D. Malescha   | 16            | 142           | 128           | 9             | 5             | 1                 | 1                 | 1                 | 0                 | 0                 | 1             | 0             | 0             | 0             | 0             | 6                | 15               | 12               | 2                | 1                | 24     | 158    | 141    | 11     | 6      |
| N. Mote       | 23            | 152           | 106           | 38            | 8             | 2                 | 21                | 15                | 4                 | 2                 | 2             | 7             | 5             | 2             | 0             | 9                | 48               | 38               | 6                | 4                | 36     | 228    | 164    | 50     | 14     |
| R. Schott     | 26            | 237           | 197           | 11            | 29            | 3                 | 31                | 23                | 1                 | 7                 | 2             | 20            | 17            | 2             | 1             | 10               | 98               | 76               | 11               | 11               | 41     | 386    | 313    | 25     | 48     |
| M. Šotola     | 25            | 347           | 285           | 34            | 28            | 3                 | 69                | 57                | 6                 | 6                 | 2             | 30            | 27            | 2             | 1             | 10               | 141              | 129              | 8                | 4                | 40     | 587    | 498    | 50     | 39     |
| S. Štalekar   | 24            | 134           | 97            | 34            | 3             | 2                 | 1                 | 0                 | 1                 | 0                 | 1             | 6             | 3             | 3             | 0             | 6                | 16               | 11               | 5                | 0                | 33     | 157    | 111    | 43     | 3      |
| M. Steuerwald | 0             | 0             | 0             | 0             | 0             | -                 | -                 | -                 | -                 | -                 | 0             | 0             | 0             | 0             | 0             | -                | -                | -                | -                | -                | 0      | 0      | 0      | 0      | 0      |
| R. Täht       | 13            | 73            | 65            | 4             | 4             | 2                 | 13                | 13                | 0                 | 0                 | 1             | 9             | 8             | 0             | 1             | 3                | 10               | 9                | 0                | 1                | 19     | 105    | 95     | 4      | 6      |
| T. Tammemaa   | 21            | 167           | 114           | 34            | 19            | 3                 | 34                | 25                | 4                 | 5                 | 0             | 0             | 0             | 0             | 0             | 10               | 70               | 45               | 17               | 8                | 34     | 271    | 184    | 55     | 32     |
| J. Tille      | 28            | 83            | 15            | 20            | 48            | 3                 | 5                 | 1                 | 1                 | 3                 | 2             | 5             | 0             | 0             | 5             | 10               | 22               | 7                | 5                | 10               | 43     | 115    | 23     | 26     | 66     |
| S. Tsuiki     | 28            | 0             | 0             | 0             | 0             | 3                 | 0                 | 0                 | 0                 | 0                 | -             | -             | -             | -             | -             | 10               | 0                | 0                | 0                | 0                | 41     | 0      | 0      | 0      | 0      |

P = presenze; PT = punti totali; AV = attacchi vincenti; MV = muri vincenti; BV = battute vincenti